# XMPP

公式ロゴ

XMPP(Extensible Messaging and Presence Protocol、旧称: Jabber)は、オープンソースのインスタントメッセンジャーのプロトコルおよび、クライアント、サーバの総称である。

## 特徴
Jabber は Jabber 社が開発した XML ベースのプロトコルである XMPP を採用している。他のメジャーなインスタントメッセンジャーはその仕様もプロトコルも非公開となっているのが普通だが、Jabber はサーバもクライアントもオープンソースであり、その仕様は全て公開されている（オープン標準）。そのため、たとえばメールサーバと同じように、ドメイン名とサーバさえあれば自分専用の XMPP サーバを立ち上げることができる。この点でほかのインスタントメッセージと異なる。
他のインスタントメッセージングサービスのゲートウェイとなる機能も持つ。この機能を利用し、Jabber クライアントから AOL Instant Messenger、MSN Messenger(.NET Messenger Service)、Yahoo!メッセンジャー、IRC、ICQ などのネットワークにメッセージを送ることができる。ただしサービスを提供しているサーバによっては、日本語が通らないこともある。
Google Talk は、Jabber を核にしたものである。

## 歴史
ジェリミー・ミラーは1998年に Jabber テクノロジーに取り組み始め、1999年1月4日に jabberd の最初のバージョンをリリースした。初期の Jabber コミュニティはオープンソースソフトウェアに焦点を当てており、主に jabberd の開発をしていた（2000年5月にバージョン1.0、2000年10月にバージョン1.2、2001年2月にバージョン1.4を発表）が、一番の成果は XMPP プロトコルを作ったことである。
1999年から2000年に開発された初期の Jabber プロトコルは XMPP の基礎となり、XMPP は RFC 3920 と RFC 3921 として公表されている。（IETF の XMPP Working Group による規格化の際に主に変わった部分は、伝送路の暗号化用に TLS の追加と認証用に SASL が追加されたところである。）XMPPはよく SIMPLE (インスタントメッセージングプロトコル) の競合相手とみなされる。SIMPLE は Session Initiation Protocol (SIP) プロトコルを基礎とする、インスタントメッセージングとプレゼンス通知の標準プロトコルである。
XMPP をベースにした最初の IM サービスは Jabber.org であり、1999年以降連続稼動していて XMPP のアカウントをフリーで提供している。1999年から2006年2月まではサービスに jabberd を使用していたが、それ以降は ejabberd に移行した。（どちらも自由ソフトウェアのサーバアプリケーションである。）2010年1月には Isode Ltd. によるプロプライエタリの M-Link へ移行する予定である。
2005年8月に Google は Google Talk を発表した。これは VoIP と IM システムをあわせ持ち、インスタントメッセージングの機能に XMPP を使用していて、音声とファイル転送のシグナリングプロトコルのベースに XMPP を使用している。（最初のリリースにはサーバ間通信は含まれていなかったが、2006年1月17日にこの機能は有効になった。）
2008年9月にシスコシステムズは Jabber, Inc. と商用プロダクトである Jabber XCP の開発者を買収した。
2010年2月、ソーシャルネットワーキングサイトの Facebook は XMPP を通してチャット機能をサードパーティのアプリに開放した。Facebook の開発者のサイトでは、次のように注意を呼びかけている。Facebook のチャットは内部で実際に XMPP サーバを稼働させているわけではなく、単にクライアントに XMPP のインターフェースを提供しているだけである。したがって、ユーザリストの編集など、サーバサイドの機能は XMPP 経由ではできないことがある。
Google Talk だけでなく、多くの公共 IM サービスが XMPP を採用しており、Live Journal の LJ Talk や Nokia の Ovi などがそうである。さらに、企業の IM ソフトウェアプロダクトには、ネイティヴでは XMPP を使用できなくても XMPP へのゲートウェイを含むものがある。例えば、IBM Lotus SametimeやMicrosoft Office Communications Server (OCS)などである。

## 長所
- 中央サーバを持たない : XMPP ネットワークの構造は電子メールに似ており、誰でも自分の XMPP サーバを立てることができるので、中央サーバが存在しない。
- オープン標準 : XMPP はインスタントメッセージングサービスとプレゼンス技術として XMPP という名前で IETF により承認された。XMPP の仕様は RFC 3920 と RFC 3921 として公表されている。これらを実装するのにロイヤルティーは一切かからず、特定のベンダーに縛られることがない。
- 歴史 : XMPP は1998年から利用されている。XMPP 標準のクライアント、サーバ、コンポーネント、ライブラリの実装は数多くあり、サン・マイクロシステムズや Google などの大きな企業に支えられている。
- セキュリティ : XMPP サーバは公共の XMPP ネットワークから切り離してもよく（例えば、会社でのイントラネットなど）、強固なセキュリティ（SASL や TLS を使用）が XMPP のコアに組み込まれている。伝送路の暗号化を促進するために、2009年10月30日まではXMPP Standards Foundationはxmpp.netに中間認証局の設置も行っており、XMPP サーバの管理者にフリーのデジタル証明書を提供していた。また、PGPによるエンドツーエンドの暗号化にも対応している。
- 柔軟性 : XMPP に加えてカスタムの機能を実装できる。相互運用性を保つために、一般的な拡張は XMPP Software Foundation により管理されている。IM 以上の機能を持つ XMPP アプリケーションとして、ネットワークマネージメント、コンテンツ配信、グループウェア、ファイル共有、ゲーム、リモートシステムの監視などがある。

## 短所
- プレゼンスデータのオーバーヘッド : 一般にサーバ間通信の70パーセントがプレゼンスデータで[16]、そのうちの60パーセント近くが冗長であるので[17]、現在 XMPP はプレゼンスデータを複数のレシピエントへ転送する際に大きなオーバーヘッドがある。この問題を緩和する新しいプロトコルが考えられている[要出典]。

- インバンドによるバイナリデータの転送は非効率 : XMPP は単一の長い XML ドキュメントとして符号化されるので、バイナリデータはインバンドで転送する前にまず Base64 でエンコードしなければならない。このため巨大なバイナリデータ（例えば、ファイル転送など）はアウトオブバンドで転送するのがもっとも良く、インバンドによる通信は制御用に用いる。最も良い例は XMPP の拡張プロトコルであるJingle（英語版）（XEP-0166）である。

## サーバの分散とアドレッシング
XMPP ネットワークはクライアントサーバアーキテクチャを採用している（クライアントは直接通信しない）が、中央サーバを持たない。権威ある中央サーバが存在しないように設計されており、これはAOL Instant Messenger や Windows Live メッセンジャーとは対照的である。jabber.org で動作している公共の XMPP サーバが存在しており、ここに多くのユーザが登録されているので、この点などでよく混乱されるが、誰でも自分のドメインで自分の XMPP サーバを立てることができる。XMPP の標準のTCP ポートは5222である。
ネットワーク上のすべてのユーザはユニークな Jabber ID（よく省略され JID と呼ばれる）を持つ。ID のリストを持つ中央サーバを不要にするため、JID はメールアドレスのような構造を持っている。ユーザ名と、ユーザの存在するサーバのあるドメイン名があり、アットマーク（@）で仕切られる。例えば、username@example.com のようになる。
ひとりのユーザは複数の場所からログインするかも知れないので、クライアントでは更に追加でストリングを指定する。例えば、home、work、mobile など。このリソースで、ユーザのどのクライアントなのかを特定する。そしてこのリソースは、JID のあとにスラッシュに続けてリソース名を指定することで JID に含めることができる。リソースには優先度という数値を指定しても良い。例えば、あるユーザのモバイルアカウントの完全な JID は、username@example.com/mobile である。単に username@example.com に対して送られたメッセージはもっとも優先度の高いクライアントへ行くが、username@example.com/mobile に対して送られたものはモバイルクライアントのみへ行く。

## メッセージ転送の仕組み
juliet@capulet.com が romeo@montague.net へチャットをしたいとする。Juliet と Romeo はそれぞれ capulet.com と montague.net にアカウントを持っている。Juliet がタイプしてメッセージを送ると、一連のイベントが以下のように続く。
1. Juliet のクライアントがメッセージを capulet.com のサーバへ送る。
  - capulet.com で montague.net がブロックされていると、メッセージは破棄される。
2. capulet.comの サーバは montague.net へ向けてコネクションを張る。
  - montague.net で capulet.com がブロックされていると、メッセージは破棄される。
  - このとき Romeo が接続していなかったら、メッセージは後で送るために保存される。
3. montague.net のサーバは Romeo にメッセージを送る。

| Juliet | → | capulet.com | → | montague.net | → | Romeo |

## 他のプロトコルへの接続

Alice は XMPP ネットワークを通して ICQ トランスポートにメッセージを送る。次にメッセージは ICQ ネットワークを通じて Bob へ送られる。

XMPP の他の便利な特徴はトランスポートである。ゲートウェイという名前でも知られていて、他のプロトコルを使うネットワークにアクセスすることが可能になる。インスタントメッセージングのプロトコルだけでなく、SMS や電子メールなどのプロトコルでも可能である。マルチプロトコル対応のクライアントと違って、リモートコンピュータで動作する特別なゲートウェイサービスを通して通信することで、サーバレベルでアクセス出来るようにしている。ユーザは、これらのゲートウェイのひとつにネットワークのログインに必要な情報を提供して「登録」する。すると、そのユーザは、XMPP のユーザと同じようにそのネットワークのユーザと通信できる。つまり、XMPP を完全にサポートしたクライアントであれば、ゲートウェイが存在するどんなネットワークのアクセスにも使えるということである。クライアントに一切コードを追加する必要がなく、クライアントが直接インターネットに接続できる必要もない。こういった機能は、使っているプロトコルの利用規約に違反する可能性があるが、国によって何カ国かでは、そのような利用規約は法的拘束力を持たない。